# Neuměř
Neuměř település Csehországban, a Domažlicei járásban. Neuměř Všekary, Kvíčovice és Holýšov településekkel határos. Lakosainak száma 155 fő (2024. január 1.).

## Népesség
A település lakosságának változását az alábbi diagram mutatja:
| Lakosok száma | 164  | 190  | 236  | 215  | 174  | 134  | 136  | 149  | 149  | 155  |
|               | 1869 | 1900 | 1921 | 1961 | 1980 | 2011 | 2016 | 2019 | 2021 | 2024 |